# Habenaria nigrescens
Habenaria nigrescens är en orkidéart som beskrevs av Victor Samuel Summerhayes. Habenaria nigrescens ingår i släktet Habenaria och familjen orkidéer. IUCN kategoriserar arten globalt som sårbar. Inga underarter finns listade i Catalogue of Life.